# 苏珊娜·塔帕尼
苏珊娜·塔帕尼（芬蘭語：Susanna Tapani，1993年3月2日—），芬兰女子冰球运动员。她曾代表芬兰参加2014年、2018年和2022年冬季奥林匹克运动会冰球比赛，其中2018年奥运会和2022年奥运会各获得一枚铜牌。